# Anopheles apoci
Anopheles apoci este o specie de țânțari din genul Anopheles, descrisă de Marsh în anul 1933. Conform Catalogue of Life specia Anopheles apoci nu are subspecii cunoscute.